# Metafysik (Aristoteles)
 Der er for få eller ingen kildehenvisninger i denne artikel, hvilket er et problem. Du kan hjælpe ved at angive troværdige kilder til de påstande, som fremføres i artiklen.

Metafysik (græsk: τὰ μετὰ τὰ φυσικά; ta metá ta physiká "Det der er bagved, ved siden af fysikken") er en tekstsamling af Aristoteles om ontologi.

## Titlens baggrund og betydning
Titlen stammer iflg. en udbredt teori ikke fra Aristoteles, men muligvis fra Andronikos fra Rhodos, der i 1. årh. f. Kr. igen fik adgang til Aristoteles' værker, efter at de havde ligget 200 år i en kælder i Skepsis i Mysien. Andronikos, den 11. skolark af Lykeion sorterede skrifterne, og der opstod en kompilation, der egentligt er en slags rodebutik for en gruppe af afhandlinger, der blev tilovers ved nysorteringen af skrifterne og som var vanskelige at indpasse nogen steder; Andronikos satte dem ind efter "Fysikken", og navnet havde derfor kun en biblioteksmæssig betydning i starten. Teksterne i "Metafysikken" er til dels meget forskellige og er ikke meget forbundne; til trods giver det mening at have dem i den samme bog, fordi de alle omhandler det samme tema, undersøgen af det værende som værende. Navnet er dog endt med at navngive en gren af filosofien, nemlig metafysikken. Nyere forskning tyder dog på, at navnet allerede var i brug før Andronikos, da dens genstand er det, der er bagved tingene. Denne opfattelse findes allerede hos Alexander fra Aphrodias, en tidlig Aristoteleskommentator.

## Oversigt over indholdet
De første seks bøger er indledende og tjener som indføring i temaet, om spørgsmålet om det værende som værende:
- spørgsmålet behandles fra et filosofihistorisk synspunkt (bog I og II)
- afklaring af underspørgsmål (bog III):
- erkendelsesteoretiske overvejelser (bog III)
- grundbegreberne bestemmes (bog V)
- en afgrænsning ift. andre videnskaber (bog VI)

Bog VII til IX danner den førte hoveddel, de betegnes i øvrigt også som "substansbøgerne". Her undersøger Aristoteles substansen som værens og forklaringsgrund for alt værende. Efter den sortering af metafysikken, der først foretages i nyere tid af Christian Wolff, behandles heri Aristoteles' ontologi som almen metafysik. Derved spiller distinktionen mellem stof og form en vigtig rolle. Endvidere behandles forskellene mellem en substans' virkelighed, mulighed, akt og potens.
Bog X om det "ene" kan man betragte som en uddybning af ontologien.
Bog XI gennemgår i kortere version allerede behandlede temaer, og er muligvis forfattet af en senere lærd, og tilføjet til Aristoteles' manuskripter.
Bog XII er anden store hoveddel. Her undersøger Aristoteles altings væren, fremfor alt med henblik på dets oprindelse og mindre på dets måder at være på. Resultatet er en kosmologi og naturlig teologi.
Bog XIII og XIV, de sidste bøger, kan man betragte som en uddybning af hovedtemaet. Her betragtes abstrakte entiteter, altså ideer og frem for alt matematikken ontologisk, hvorved Aristoteles formulerer en kritik af Platon og pythagoræerne.
| Nr.  | Bog | Spalte                | Emne/(Afsnit) Temaer |
| ---- | --- | --------------------- | --- |
| I    | A   | 980 a 21 – 993 a 27   | Filosofihistorie (1-3) Indføring, herunder undren (4-10) Om filosofiens historie, Læren om de fire årsager. (9) Kritik af Platons idelære  |
| II   | α   | 993 a 30 – 995 a 20   | Indføring i studiet af filosofien (Fragment af en særskilt tekst)                                                                          |
| III  | B   | 995 a 24 – 1003 a 16  | Aporiebogen Aporier som filosofiens udgangspunkt                                                                                           |
| IV   | Γ   | 1003 a 21 – 1012 b 30 | Om det værende (1) Filosofi som videnskaben om det værende (2) Om forskellige betydninger af "det værende." (3-8) Kontradiktionsprincippet |
| V    | Δ   | 1012 b 34 – 1025 a 34 | Leksikon over filosofiske begreber (Uafhængig af den øvrige tekst)                                                                         |
| VI   | E   | 1025 b 3 – 1028 a 5   | Videnskaber (1) Videnskabernes inddeling (2-4) Die Akzidenzien                                                                             |
| VII  | Z   | 1028 a 10 – 1041 b 33 | Om Substansen (ousia) (første substansbog)                                                                                                 |
| VIII | H   | 1042 a 3 – 1045 b 24  | Den sanseligt fattelige substans (anden substanbog)                                                                                        |
| IX   | Θ   | 1045 b 27 – 1052 a 12 | Substansens modaliteter (tredje substansbog) (1-5) Mulighed (dynamis) (6-9) Virkelighed (energeia) (10) Sandhed                            |
| X    | I   | 1052 a 15 – 1059 a 15 | Om det ene (to hen) |
| XI   | K   | 1059 a 18 – 1069 a 10 | Filosofiens problemer (1-7) Første filosofi (8-12) Naturfilosofi                                                                           |
| XII  | Λ   | 1069 a 18 – 1076 a 4  | Filosofisk teologi (1-5) Sanseligt opfattelige/forgængelige substanser (6-10) Uforgængelig substans (ubevæget bevæger)                     |
| XIII | M   | 1076 a 8 – 1087 a 25  | Matematik (1) Om Ideer og tal |
| XIV  | N   | 1087 a 29 – 1093 b 29 | Matematik (2) Om Pythagoræerne og Platon                                                                                                   |